# Aeroflot-vlucht 821
Aeroflot-vlucht 821 is een vlucht van Aeroflot-Nord die op 14 september 2008 bij het naderen van het vliegveld van de Russische stad Perm neerstortte in een moeras. Alle 88 inzittenden (82 passagiers en 6 bemanningsleden) kwamen om het leven. Bij de crash raakte de trans-Siberische spoorlijn beschadigd.
Het vliegtuig was een Boeing 737-505 en was opgestegen vanaf de luchthaven Sjeremetjevo bij Moskou.
Op 10 februari 2009 werd bekendgemaakt dat de piloot van het toestel dronken was en te weinig had geslapen. Bovendien waren hij en zijn bemanning onvoldoende opgeleid.

## Slachtoffers
| Herkomst         | Aantal |
| ---------------- | ------ |
| Rusland          | 67     |
| Azerbeidzjan     | 9      |
| Oekraïne         | 5      |
| Frankrijk        | 1      |
| Duitsland        | 1      |
| Italië           | 1      |
| Letland          | 1      |
| Zwitserland      | 1      |
| Turkije          | 1      |
| Verenigde Staten | 1      |
| Totaal           | 88     |